# Alan Pichot
Alan Pichot (Buenos Aires, 13 agosto 1998) è uno scacchista argentino, grande maestro.
Medaglia di bronzo alle Olimpiadi degli scacchi, è considerato uno dei migliori scacchisti argentini di sempre.
Dall'agosto del 2023 rappresenta la Federazione scacchistica della Spagna.

## Carriera
Nel settembre 2014 ha vinto il campionato del mondo giovanile under-16 a Durban in Sudafrica, con 9 punti su 11, mezzo punto davanti all'indiano Aravindh Chithambaram, all'italiano Francesco Rambaldi e al francese Bilel Bellahcene.
Vince la medaglia di bronzo individuale alle Olimpiadi degli scacchi di Budapest 2024, nelle quali rappresentava la Spagna in quinta scacchiera, con la prestazione Elo di 2 648. La squadra iberica ottiene invece il decimo posto.